# Jaroslav Boudný
Jaroslav Boudný, publikující též pod pseudonymem Jaboud (29. října 1940 Praha – březen 2018) byl český publicista.

## Život
Pocházel z úřednické, respektive buržoazní rodiny. Z politických důvodů byl místo běžné základní vojenské služby přidělen k technickému vojenskému praporu. V mládí se aktivně věnoval sportu. Od roku 1956–1960 závodně boxoval za Tatra Smíchov, později za Pragovku; mimo to závodně vzpíral za Slavoj Vyšehrad. Následně vystřídal různá dělnická zaměstnání.
V letech 1975–1989 byl pod dozorem Státní bezpečnosti, která sledovala jeho aktivity v rámci ilegální náboženské činnosti a výroby samizdatové literatury. V evidenci agentů a spolupracovníků StB není evidován.
V devadesátých letech 20. století byl jednatelem soukromé společnosti. Skrze tyto aktivity se následně dostal k neziskové terapeutické práci s dětmi z Fakultní nemocnice v Motole. Na přelomu tisíciletí zajišťoval mediální poradenství pro sochaře Jiřího Vydru.
Po odchodu do důchodu krátce pracoval jako asistent ředitele strojírenské firmy.

## Publikační aktivity
Některé své vzpomínky a úvahy publikoval v internetových periodikách Neviditelný Pes, Britské listy aj. Jako pamětník vystupoval v několika dokumentárních pořadech. V televizním cyklu Fenomén Underground (díl Předci a paralely), který v roce 2014 natočila Česká televize, vzpomínal na život pražské mládeže v padesátých letech. V Magazínu Víkend na TV NOVA uváděl v roce 2015 na pravou míru nesmyslně idealizovanou legendu tzv. Vyšehradských jezdců.
Své vzpomínky na mládí ve skautingu a následně mezi pražskou buržoazní mládeží 50. a 60. let 20. století – mezi tzv. pásky – sugestivním a čtivým způsobem shrnul ve své vzpomínkové knize Trafouš, páskové, Vyšehradští jezdci a jiné vzpomínky (2011). V druhé knize Jak mě sledovala Státní bezpečnost a jiné vzpomínky (2022) letmo zmiňuje svou sportovní kariéru, vzpomíná na základní vojenskou službu u technických praporů a drobné každoodenosti pražského dělníka v 60. a 70. letech 20. století. Knihu uzavírá soubor vzpomínek na působnost v ilegální náboženské komunitě, která byla komunistickou bezpečnostní systematicky šikanována za sebemenší rozhovory o Bibli.

## Knižní dílo
- JABOUD. Trafouš, páskové, Vyšehradští jezdci a jiné vzpomínky. Praha: NZB, 2011. 103 s. ISBN 978-80-904272-4-2.
- JABOUD. Jak mě sledovala Státní bezpečnost a jiné vzpomínky. Praha: NZB, 2022. 120 s. ISBN 978-80-906755-0-6.